# Processus palatin du maxillaire
Le processus palatin du maxillaire (ou apophyse horizontale du maxillaire supérieur ou apophyse palatine du maxillaire) est une lame osseuse épaisse, aplatie de haut en bas et horizontale de l'os maxillaire. Il se détache de la face médiale du corps du maxillaire à l'union de son quart inférieur et de ses trois quarts supérieurs. Par articulation avec son équivalent controlatéral, il forme la partie antérieure du palais osseux séparant la cavité nasale de la cavité buccale.

## Description
Il présente deux faces, une supérieure et une inférieure, et deux bords, un médial et un postérieur.

### Face supérieure
La face supérieure forme le plancher de la cavité nasale.
Elle concave transversalement et présente une crête sur don bord médial : la crête nasale du maxillaire. Elle forme avec celle de l'os opposé un sillon qui s'articule avec le vomer.
La crête se prolonge vers l'avant dans un processus pointu, qui forme, avec un processus similaire de l'os opposé, l'épine nasale antérieure.

### Face inférieure
La face inférieure forme le palais osseux.
Elle est perforée de nombreux foramens pour le passage des vaisseaux.
A la base du processus alvéolaire se trouve le sillon palatin postéro-antérieur pour le passage de l'artère palatine descendante et le nerf grand palatin.
Elle présente de petites dépressions recevant les glandes palatines.
Elle présente des saillies osseuses longitudinales formant les épines palatines et séparant les sillons palatins.

### Bord postérieur
Le bord postérieur s'articule avec la lame horizontale de l'os palatin.

### Bord médial
Le bord médial s'articule avec celui de l'os opposé.
L'articulation forme une ouverture en forme d'entonnoir, le foramen incisif immédiatement derrière les incisives.
Dans cette ouverture les orifices de deux canaux latéraux sont visibles : les canaux incisifs qui donne passage à la branche terminale de l'artère palatine descendante et au nerf naso-palatin.

### Variation
Parfois, deux canaux supplémentaires sont présents sur la ligne médiane et lorsqu'ils sont présents donnant passage aux nerfs naso-palatins, le gauche passant par le canal antérieur et le droit par le canal postérieur.

## Anatomie comparée
Sur la surface inférieure du processus palatin, une suture linéaire délicate, bien visible dans les jeunes crânes, peut parfois être remarquée s'étendant latéralement et vers l'avant de chaque côté du foramen incisif à l'intervalle entre l'incisive latérale et la canine. La partie située devant cette suture forme un os indépendant chez la plupart des vertébrés : l'os prémaxillaire qui intègre toute l'épaisseur de l'alvéole, la partie correspondante du plancher du nez et l'épine nasale antérieure, et les alvéoles des incisives.

## Galerie

Le processus palatin du maxillaire (en rouge).
Le processus palatin du maxillaire (en rouge).
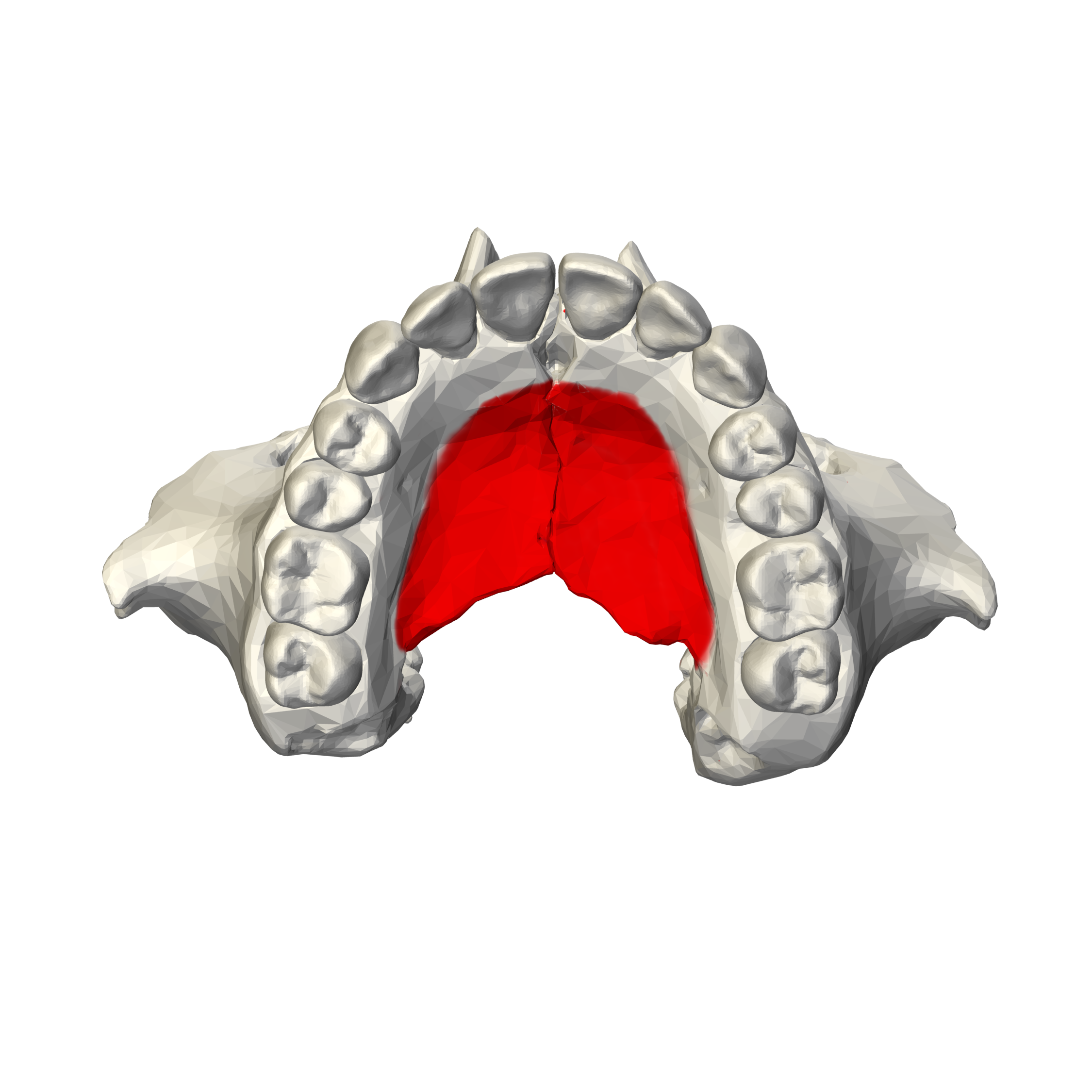
Le processus palatin du maxillaire (en rouge).
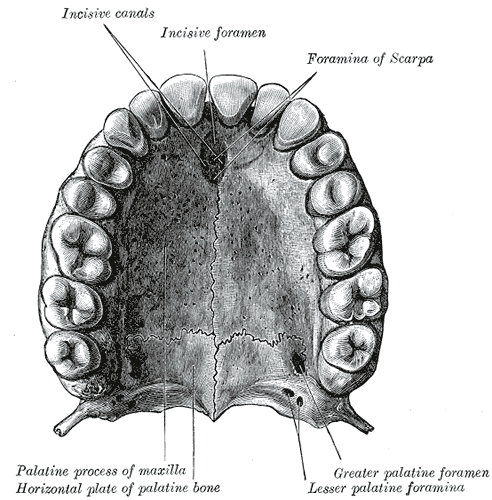
Face inférieure du maxillaire : le palais osseux et l'arc alvéolaire.
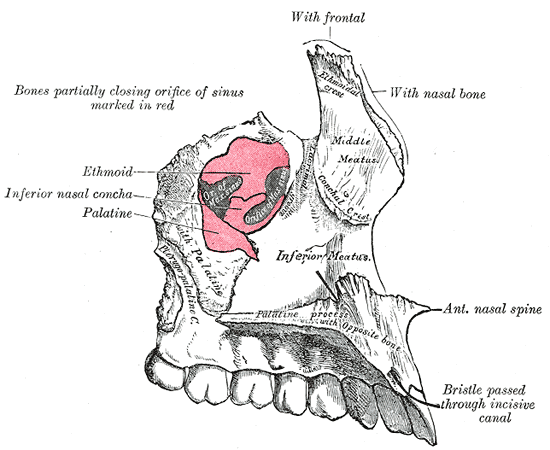
La surface nasale du maxillaire gauche.
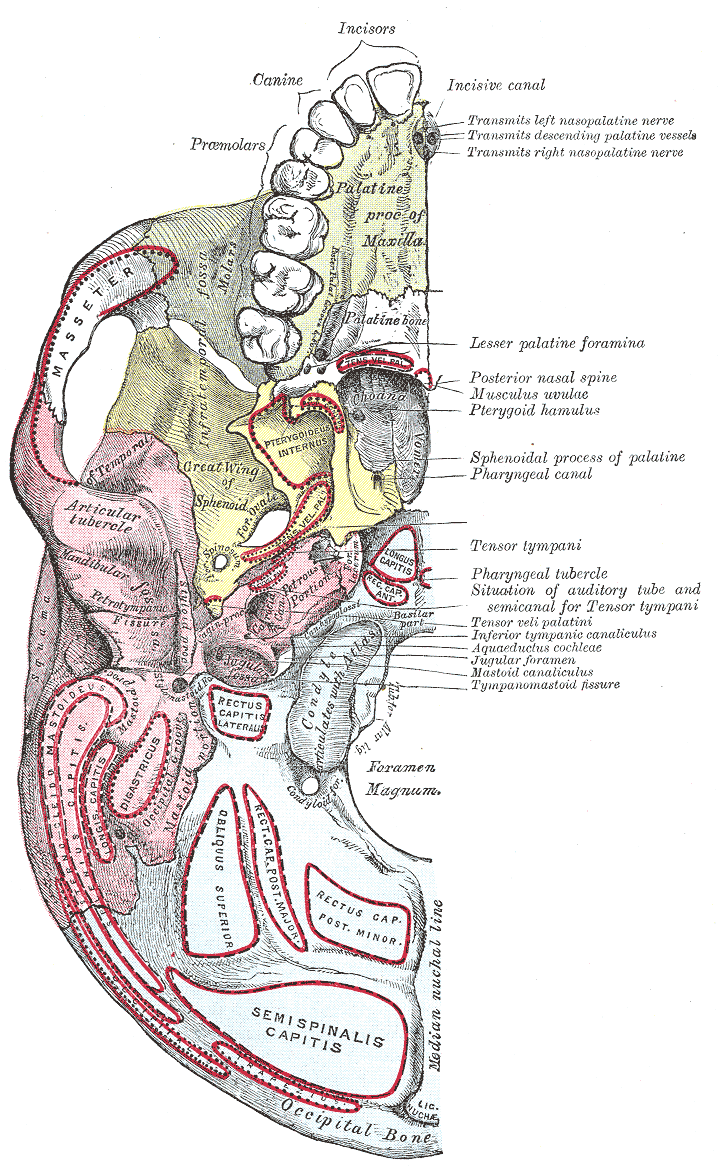
Surface inférieure de la base du crâne.
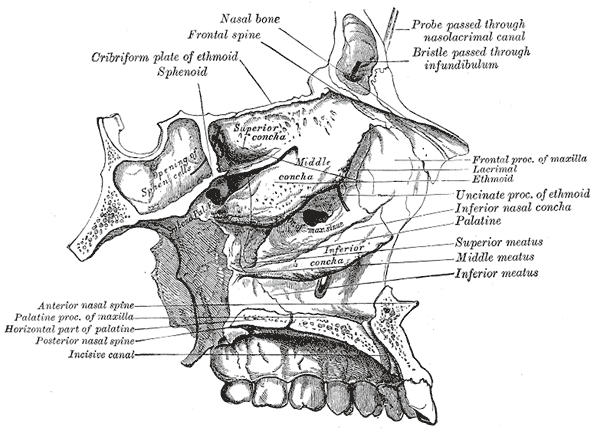
Toit, plancher et paroi latérale de la cavité nasale gauche.
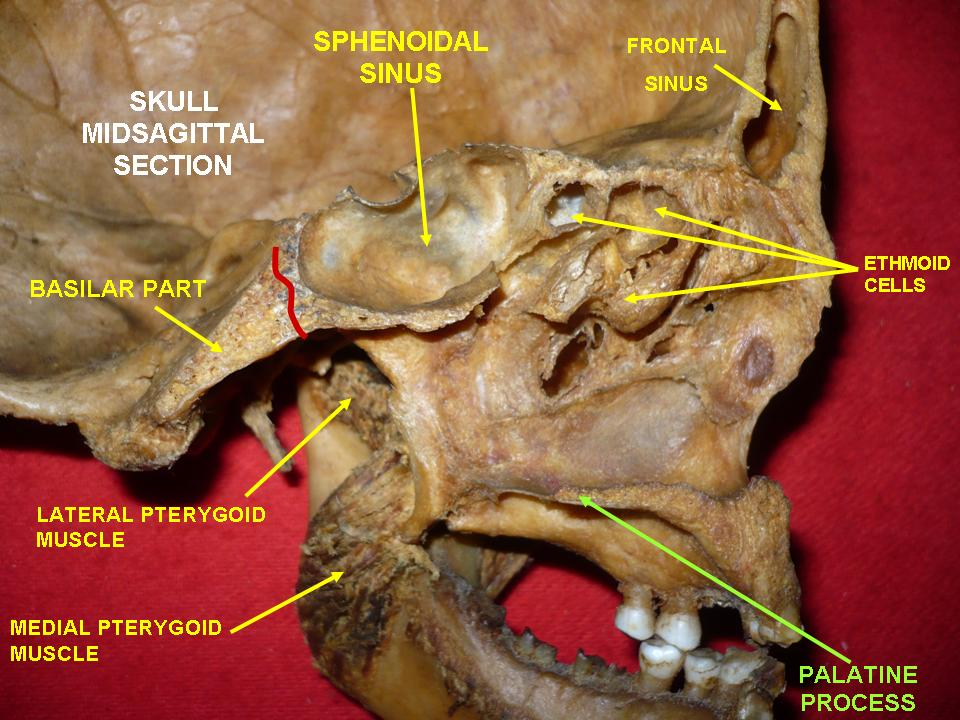
Coupe sagittale du crâne. (Processus palatin étiqueté en bas à droite.)
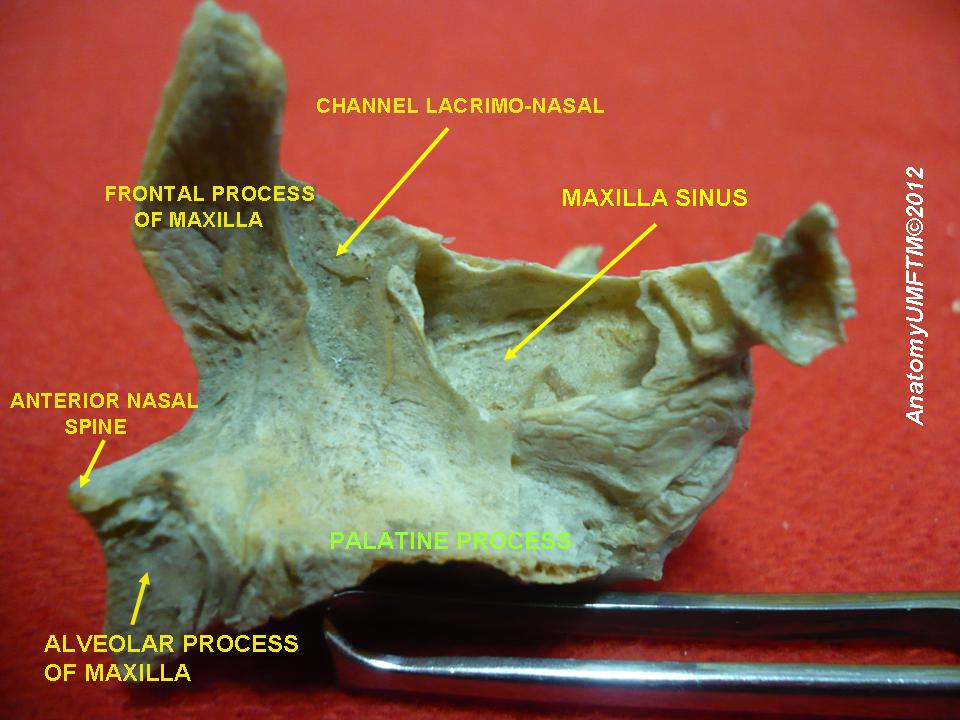
Face médiale du maxillaire droit. (Processus palatin étiqueté au centre.)